# Hagby landskommun, Småland
För landskommunen med detta namn i Uppland, se Hagby landskommun, Uppland.
Hagby landskommun var en kommun i Kalmar län.

## Administrativ historik
Kommunen inrättades som landskommun i Hagby socken i Södra Möre härad i Småland när 1862 års kommunalförordningar trädde i kraft. Den uppgick 1952 i Södermöre landskommun som 1971 uppgick i Kalmar kommun.

## Politik

### Mandatfördelning i Hagby landskommun 1938-1946
| 9 | 11 |

| 20 |

| 9 | 11 |

| 20 |

| 9 | 11 |

| 20 |